# Славов Вадим Дмитрович
Вади́м Дми́трович Сла́вов (нар. 2 лютого 1984, Тараз) — професіональний український футболіст, нападник. Має молодшого брата Мирослава Славова, який також є професіональним футболістом.

## Життєпис
Основну частину своєї кар'єри провів у австрійських клубах.
Влітку 2011 року повернувся в Україну і підписав контракт з білоцерківським «Арсеналом» до літа 2012.